# Baseball-Reference.com
Baseball-Reference.com es un sitio Web que recopila estadísticas completas sobre equipos, jugadores, series y campeonatos de béisbol. Su información se actualiza diariamente, de manera que es apropiado buscar allí las últimas informaciones sobre un jugador. En cambio, contiene información detallada sobre cada jugador, desde sus inicios.